# Col·lina
La tribu Col·lina (en llatí Collina) va ser una de les quatre tribus originals que van constituir Roma, creada per Ròmul, i una de les 35 amb dret de vot.
El seu territori estava situat a la Collina regio, una de les quatre zones (Regiones quattuor) en què es dividien els turons de Roma (Urbs), envoltades per la Muralla Serviana. El seu territori incloïa el Viminal (Viminalis collis) i el Quirinal. La Porta Col·lina de Roma duia aquest nom.